# Nornik wschodnioeuropejski
Nornik wschodnioeuropejski (Microtus levis) – gatunek gryzonia z rodziny chomikowatych, występujący w Europie Wschodniej i na zachodzie Azji.

## Klasyfikacja
Gatunek został opisany naukowo w 1908 roku przez G.S. Millera na podstawie okazów z Rumunii (okręg Prahova). Należy do podrodzaju nominatywnego Microtus, do grupy gatunków pokrewnych nornikowi zwyczajnemu (M. arvalis); zasięgi tych dwóch gatunków nachodzą na siebie na dużym obszarze. Najbliżej spokrewniony może być z nornikiem transkaspijskim (M. transcaspicus).

## Biologia
Zwierzęta te występują w Finlandii, krajach bałtyckich, na Białorusi i Ukrainie, w Rosji aż po obwód swierdłowski w Azji, na zachodnich rubieżach Kazachstanu, we wschodniej Rumunii i na Bałkanach, w Turcji i w pasie ciągnącym się wzdłuż Małego Kaukazu, sięgającym po Teheran w Iranie. Zostały introdukowane na środkowy Spitsbergen. Są spotykane na wysokościach do 2500 m n.p.m. Zamieszkują tereny rolnicze, łąki i otwarte tereny leśne. W południowej części zasięgu preferują obszary podmokłe, obrzeża rzek i jezior.

## Populacja
Nornik wschodnioeuropejski zamieszkuje duży obszar, nie są znane zagrożenia dla gatunku. Jest pospolity, liczebność fluktuuje między kolejnymi latami. W sprzyjających latach w Macedonii stwierdzano do 200 000 otworów nor na hektar. Jest uznawany za gatunek najmniejszej troski.